# Dom von Piacenza

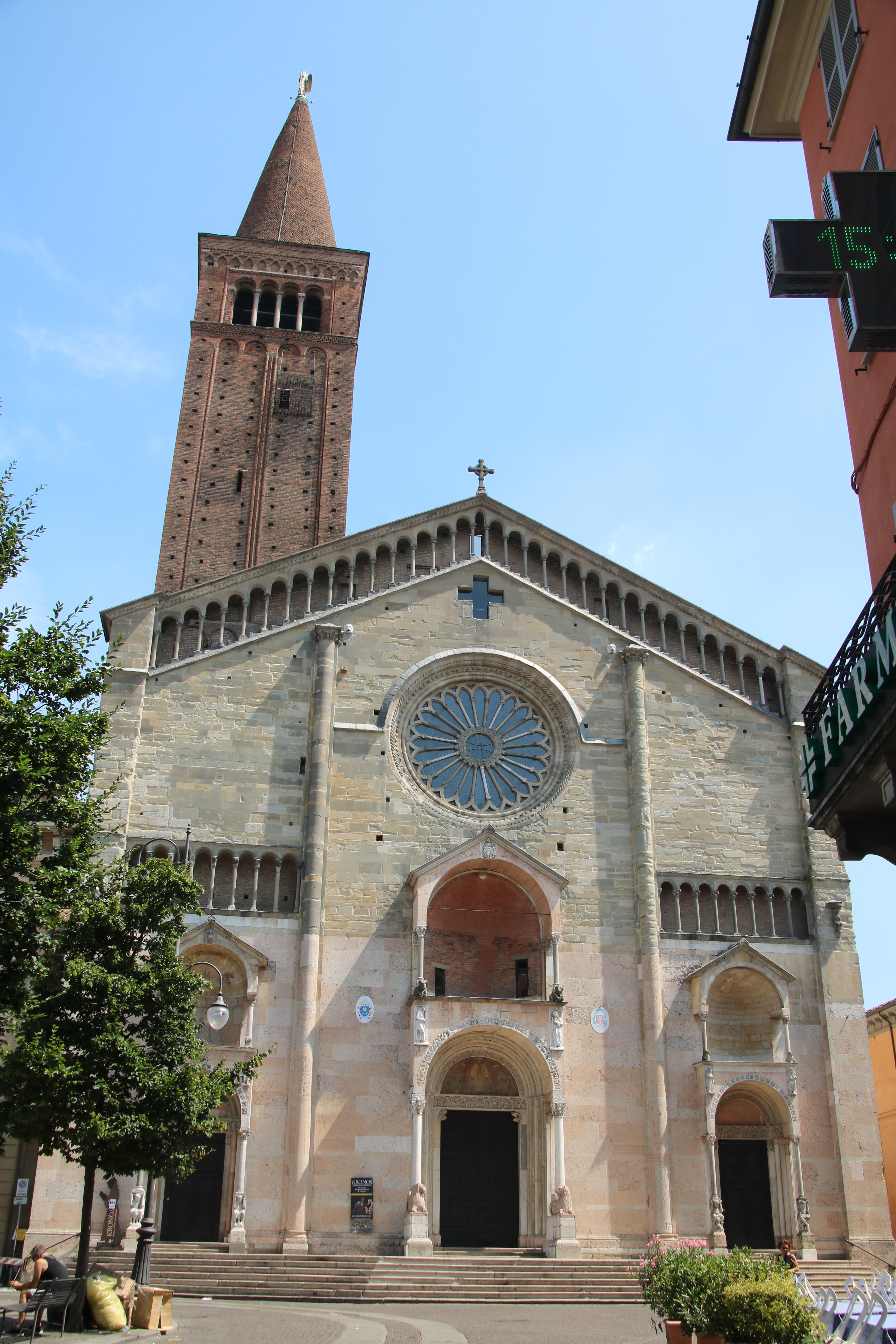
Dom von Piacenza

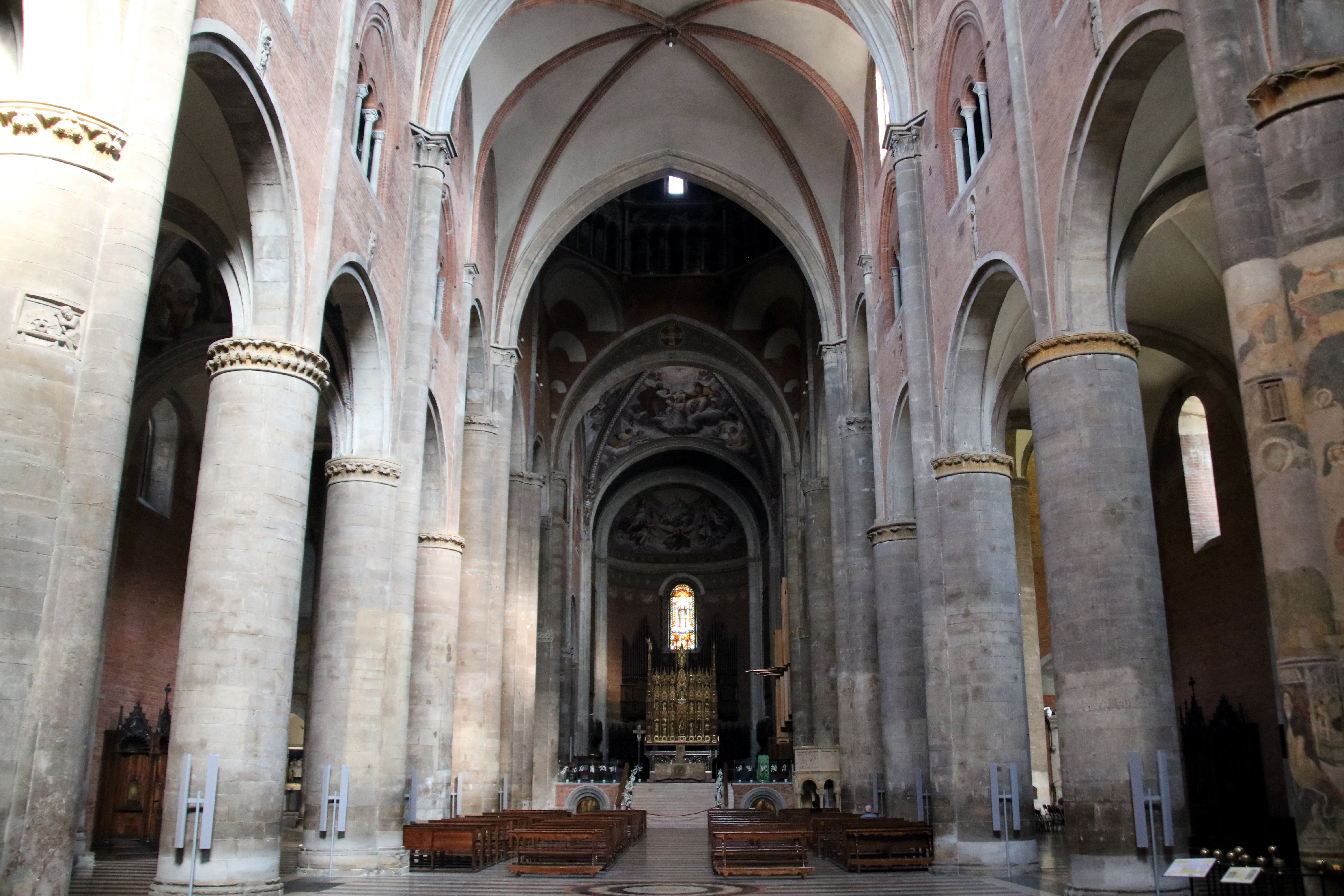
Innenraum

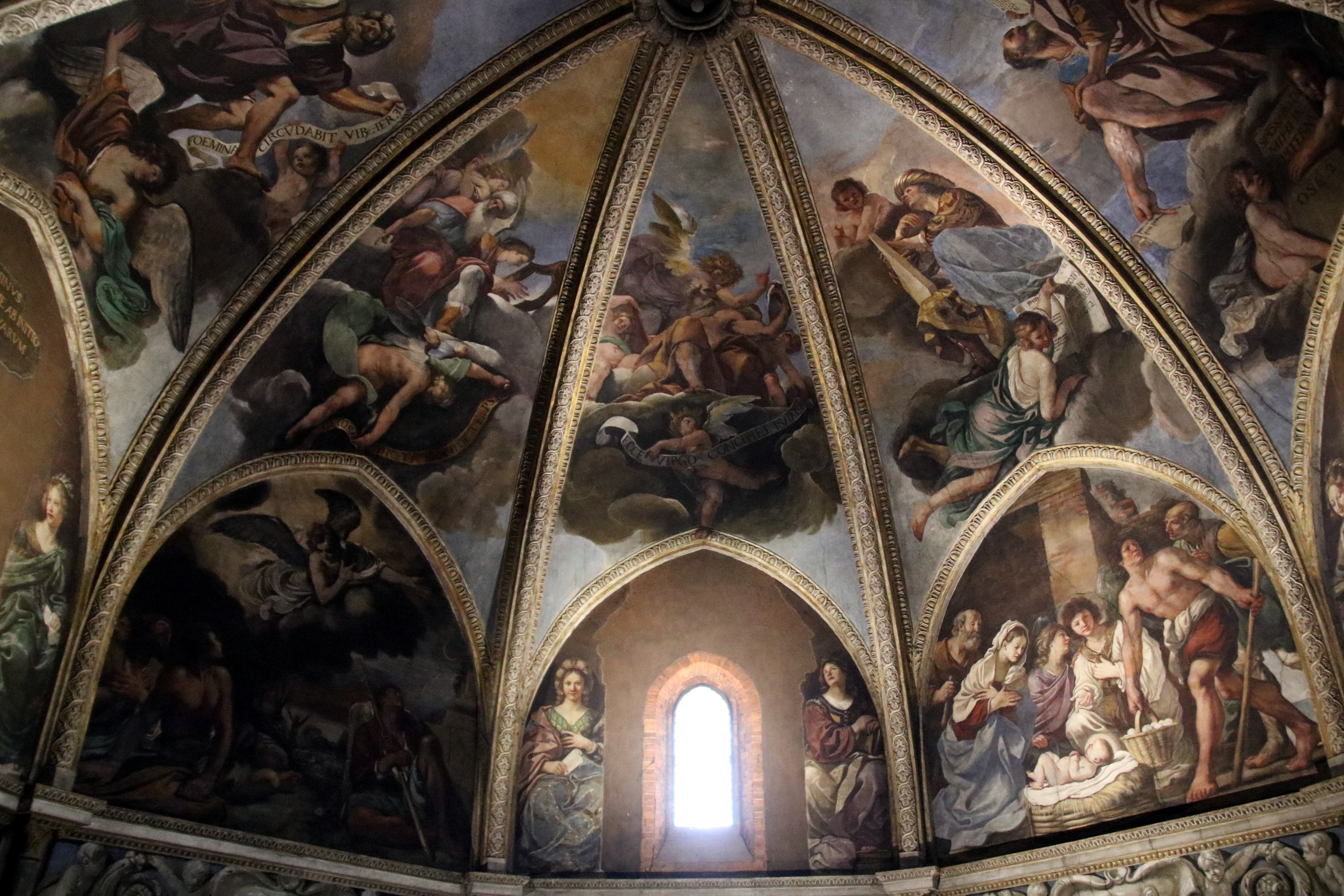
Deckenfresken

Der Dom von Piacenza oder die Kathedrale Mariä Himmelfahrt und St. Justina (italienisch Cattedrale Santa Maria Assunta e Santa Giustina) ist eine Kirche in Piacenza in der Emilia-Romagna, Italien. Die Kathedrale des Bistums Piacenza-Bobbio hat ab immemorabili den Rang einer Basilica minor.

## Geschichte
Die alte Kathedrale St. Giustina stürzte nach dem großen Erdbeben von 1117 ein. Auf ihren Grundmauern wurde der heutige Dom vermutlich zwischen 1122 und 1233 im romanischen Stil mit gotischen Elementen erbaut. Zuerst wurde zwischen 1122 und 1160 die Chorseite mit der Apsis, Krypta, dem Querschiff und den Seitenschiffen gebaut. Die Fassade und das Tiburio wurden nachfolgend fertig gestellt. Der Bau des 72,5 Meter hohen Glockenturms aus Ziegelsteinen dauerte bis 1333 und wurde 1341 von einer vergoldeten Kupferskulptur gekrönt, die einen Engel, Angil dal Dom genannt, darstellte.
In den folgenden Jahrhunderten wurde die Kirche mit Dekorationen, Kapellen und Altären ausgestattet. All diese Zusätze wurden bei der Restaurierung, die zwischen 1897 und 1902 unter dem Bischof Giovanni Battista Scalabrini durchgeführt wurde, beseitigt.

## Beschreibung
Die Fassade wurde aus rosa Veroneser Marmor und Sandstein mit einer Zwerggalerie gebaut. Die vertikal dreigliedrige Fassade ist geprägt durch das große Rosettenfenster und drei bedeutende Portale, an deren Basreliefs Wiligelmo da Modena mitgewirkt haben soll. Die Portale führen durch einen Säulengang in die dreischiffige Basilika mit dem Grundriss eines lateinischen Kreuzes, das Querschiff ist ebenfalls in drei Schiffe unterteilt. 62 freistehende Säulen tragen die Tonnengewölbe des Hauptschiffs und die Kreuzgewölbe der Seitenschiffe. An der Vierung befindet sich das achteckige Tiburio. Die Decken sind mit grandiosen Fresken geschmückt, in der Vierung von Giovanni Francesco Barbieri und Morazzone und über dem Chor von Camillo Procaccini und Lodovico Carracci.
Zu den bedeutendsten Teilen der Ausstattung gehören der Hochaltar und die Kanzel. Sehenswert ist auch die große Hallenkrypta unter dem Chor, 108 Marmorsäulen tragen die Decke. In der Krypta werden die Reliquien der heiligen Justina von Padua. Vor dem Dom auf der Piazza Duome befindet sich die Gedenksäule für einen der ersten sogenannten Säulenheiligen, Sabinus von Piacenza († 421 in Piacenza). Er war Bischof von Piacenza und Schüler und Freund des Heiligen Ambrosius.